# Истаютланский миштекский язык
Истаютланский миштекский язык (Ixtayutla Mixtec, Mixteco de Santiago Ixtayutla, Northeastern Jamiltepec Mixtec, Santiago Ixtayutla) — миштекский язык, на котором говорят в городах Истаютла, Йано-Верде, Йано-Эскондидо, Йомуче, Карасуль, Ксиниюба, Ла-Умедад, Лас-Лимас, Макауйте, Нуюку, Олинтепек, Пуэбло-Вьехо, Сан-Лукас, Сантьяго-Истаютла, Фрутийо, Эль-Карасоль, Эль-Моско, Эль-Уамуче, Юкуя округа Хамильтепек штата Оахака в Мексике.
Алфавит на латинской основе: A a, Ch ch, E e, I i, Ɨ ɨ, K k, Ku ku, L l, M m, N n, Nd nd, Ndy ndy, Ñ ñ, O o, P p, R r, S s, T t, Ty ty, U u, V v, X x, Y y, '.